# 918年
| 千纪： | 1千纪 |
| 世纪： | 9世纪 \| 10世纪 \| 11世纪 |
| 年代： | 880年代 \| 890年代 \| 900年代 \| 910年代 \| 920年代 \| 930年代 \| 940年代 |
| 年份： | 913年 \| 914年 \| 915年 \| 916年 \| 917年 \| 918年 \| 919年 \| 920年 \| 921年 \| 922年 \| 923年 |
| 纪年： | 戊寅年（虎年）；（南吴、晋）天祐十五年；后梁（吴越、闽）贞明四年；前蜀光天元年；李茂貞天復十八年；于阗同慶七年；大長和安和二年；契丹神册三年；南汉二年；日本延喜十八年；后百济正开十八年；后高句丽政开五年；高丽天授元年 |

## 大事记
- 後梁與晉國（後唐）爆發胡柳陂之戰，後梁軍戰敗，晉軍也傷亡慘重，無力再攻汴梁，於是班師回朝。
- 王建推翻泰封国王弓裔，建立王氏高麗。
- 前蜀後主王衍繼位，年號光天。
- 劉巖改國號為大漢，史稱南漢。
- 麥西亞王國女領主埃塞爾弗萊德攻下萊斯特，獲得斯堪的納維亞約克一帶的人起誓效忠，但不久後去世，由女兒埃爾夫溫繼任，半年後被其舅威塞克斯國王長者愛德華廢黜，麥西亞王國正式併入威塞克斯王國。

## 逝世
- 徐知訓，南吳執政徐溫之長子。
- 朱瑾，南吳軍事人物。
- 蕭敵魯
- 周德威，晉國（後唐）軍事人物，於胡柳陂之戰中戰死。
- 1月21日——劉知俊，後梁軍事人物，在後梁太祖朱全忠為晚唐大軍閥乃至後梁皇帝時為其部將，叛變後先後投靠投岐國與前蜀，最後王建以謀叛為由收補處死。
- 6月12日——埃塞爾弗萊德，威塞克斯王國國王阿爾弗雷德大帝的女兒，麥西亞王國君主埃塞爾雷德之妻，後成為麥西亞王國君主。
- 7月11日——王建，原唐朝西川節度使、壁州刺史，後封蜀王，因不服後梁而自立為皇帝，國號「大蜀」，史稱「前蜀」。
- 12月23日——康拉德一世，東法蘭克國王。